# 최로운
최로운(2007년 2월 16일 ~ )은 대한민국의 배우이다.

## 연기 활동

### 드라마
- 2011년~2012년 SBS 일일연속극 《내 딸 꽃님이》 ... 구은별 역
- 2012년 KBS2 월화드라마 《빅》 ... 곰돌이 역
- 2013년 KBS2 일일연속극 《은희》 ... 영식 역
- 2013년 KBS2 월화드라마 《굿 닥터》 ... 어린 박시온 역 (주원 아역)
- 2013년 MBC 주말연속극 《황금 무지개》 ... 어린 김영원 역 (박선호 아역)
- 2014년 MBC 일일연속극 《제왕의 딸 수백향》 ... 구천 돌봄 꼬마 역
- 2014년 tvN 월화드라마 《로맨스가 필요해 3》 ... 어린 주완 역 (정윤석, 성준 아역)
- 2014년 JTBC 주말연속극 《12년만의 재회: 달래 된, 장국》 ... 주홍 역
- 2014년 JTBC 일일드라마 《귀부인》 ... 박준희 역
- 2014년 tvN 금토드라마 《아홉수 소년》 ... 강동구 역
- 2015년 MBC 주말연속극 《여왕의 꽃》 ... 허영구 역
- 2016년 MBC 토요드라마 《마이 리틀 베이비》 ... 차훈구 역
- 2017년 SBS 월화드라마 《엽기적인 그녀》 ... 원자 역
- 2018년 JTBC 월화드라마 《라이프》 ... 어린 예진우 역 (이동욱 아역)
- 2019년 TV조선 특별기획드라마 《바벨》 ... 어린 차우혁 역 (박시후 아역)
- 2019년 tvN 주말드라마 《아스달 연대기》 ... 어린 로띱 역 (닉쿤 아역)
- 2019년 tvN 금요드라마 《쌉니다 천리마마트》 ... 어린 김갑 역 (이규현 아역, 특별출연)
- 2021년 KBS2 월화드라마 《연모》 ... 어린 이현 역 (남윤수 아역)

### 영화
- 2013년 《미생 프리퀄》 ... 한석율 역
- 2013년 《7번방의 선물》 ... 진욱 역
- 2016년 《목숨 건 연애》 ... 어린 설록환 역
- 2017년 《돌아온다》 ... 어린 정한 역
- 2018년 《해피 투게더》 ... 어린 하늘 역
- 2019년 단편영화 《그 여름의 끝》 ... 해준 역
- 2020년 《나를 구하지 마세요》 ... 안정국 역

## 연기 외 활동

### 예능
- 2013년 SBS 《오마이베이비》 ... 배우 임현식, 개그맨 임하룡과 함께 오! 마이 베이비
- 2015년 KBS2 《청춘 익스프레스》

### CF모델
- 2013년 《피자헛》 ... 뉴 더블박스(New Double Box)

### 뮤직 비디오
- 2013년 인피니트 남자가 사랑할때[1]

## 경력
- 2018년 제16회 FISH EYE 국제영화제 & 제18회 대한민국청소년영화제 홍보대사
- 청옥초등학교 전교 회장

## 수상 및 후보
| 연도 | 시상식       | 부문               | 작품    | 결과 |
| ---- | ------------ | ------------------ | ------- | ---- |
| 2013 | KBS 연기대상 | 남자 청소년 연기상 | 굿 닥터 | 후보 |